# Calcaretropidia triangulifera
Calcaretropidia triangulifera är en tvåvingeart som först beskrevs av Keiser 1958.  Calcaretropidia triangulifera ingår i släktet Calcaretropidia och familjen blomflugor. Inga underarter finns listade i Catalogue of Life.